# Zintuig
Een zintuig of organum sensus is een gespecialiseerd orgaan dat een organisme in staat stelt  bepaalde, voor het zintuig specifieke, stimuli (prikkels) waar te nemen. Ieder afzonderlijk zintuig geeft mens en dier toegang tot een bepaald deel van de fysische werkelijkheid. De zintuigen vormen in de dierfysiologie samen een orgaansysteem; ze zijn een belangrijk studieobject in de neurowetenschap en de cognitieve psychologie.

## Definitie van een zintuig

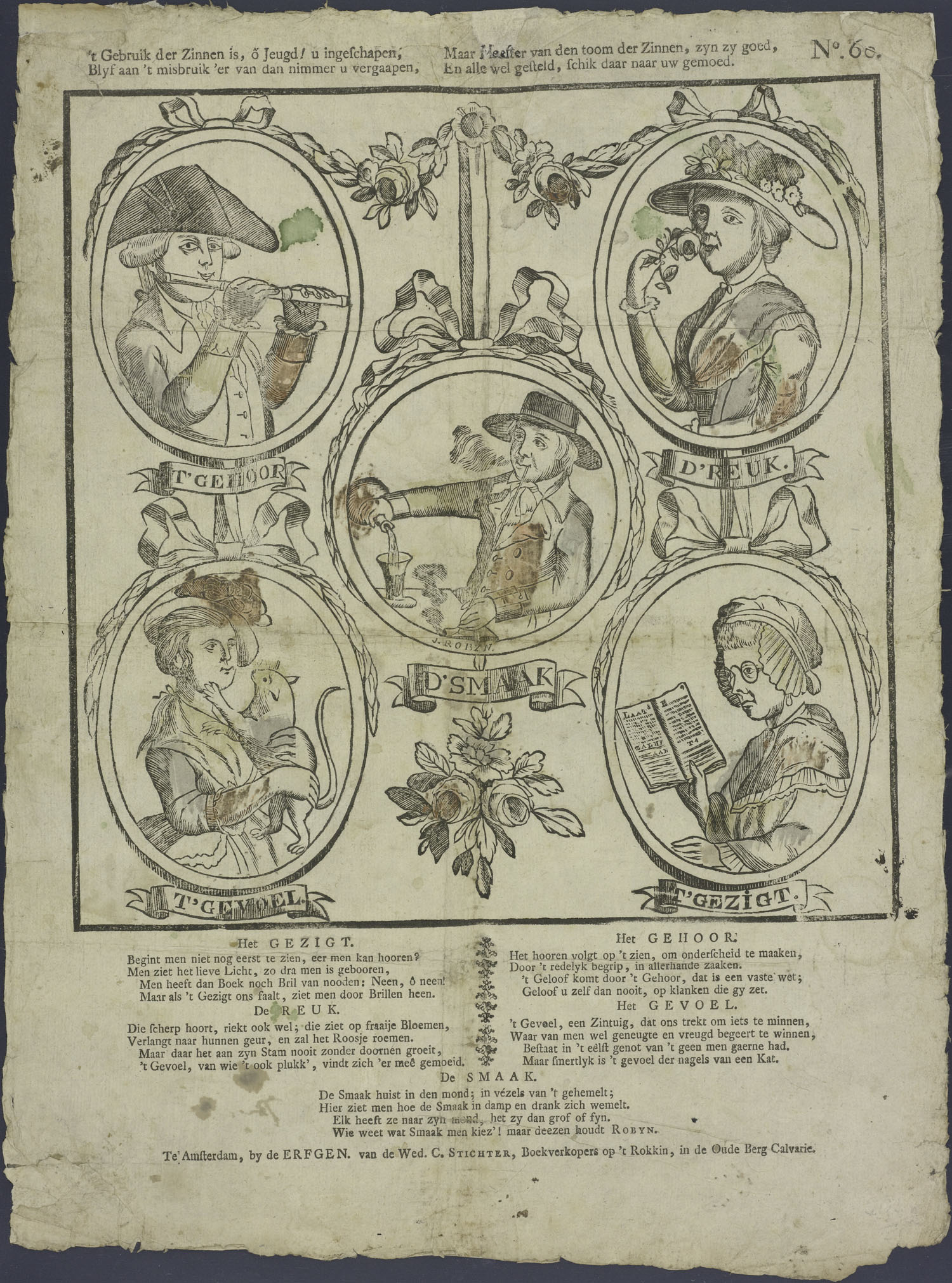
Vijf zintuigen afgebeeld op een centsprent (ca. 1800): het gehoor (dwarsfluit), de reuk (bloem), de smaak (pijp en drank), het gevoel (kat), en het gezicht (boek).

Er is onder neurowetenschappers geen algemene overeenstemming over de definitie van een zintuig. Dit betekent dat het aantal erkende zintuigen afhangt van de gekozen definitie. Schoolboeken noemen vaak enkel de vijf klassieke gewaarwordingen zien, horen, proeven, ruiken en voelen, zoals benoemd door Aristoteles. De verschillende organen zijn betrokken bij gewaarwordingen, maar niet identiek aan die gewaarwording. Signalen van een orgaan worden eerst door allerlei neurale circuits gemodificeerd, voordat ze (als gewaarwording) de met het bewustzijn geassocieerde gedeeltes in de hersenschors bereiken.
Een fysiologische definitie van een zintuig is: "Een systeem met sensorische cellen die reageren op een specifieke vorm van fysische energie en dat overeenstemt met een bepaalde regio (of groep van regio's) in de hersenen waar de signalen ontvangen en verwerkt worden."
Rondom de neurologische kern is vaak een omgeving van assisterende weefsels aanwezig, zoals slakkenhuis, ooglens, die het zintuig in staat stellen meer gedetailleerde en ruimtelijke informatie te verzamelen. Deze weefsels worden vaak ook tot het zintuig gerekend. Het smaakzintuig is een uitzondering omdat het neurale gedeelte reageert op veranderingen in receptorcellen, die geen deel uitmaken van het neurale systeem.

## Zintuigen bij de mens en andere gewervelden
| Zin (vermogen)                                        | Orgaan                                                    | Prikkel                                                             | Gewaarwording                                                |
| ----------------------------------------------------- | --------------------------------------------------------- | ------------------------------------------------------------------- | ------------------------------------------------------------ |
| Gezichtsvermogen                                      | Oog                                                       | Licht                                                               | Zien                                                         |
| Gehoor                                                | Oor                                                       | Trilling                                                            | Horen                                                        |
| Reukzin                                               | Neus                                                      | Moleculen/stoffen                                                   | Ruiken                                                       |
| Smaakzin                                              | Tong                                                      | Moleculen/stoffen                                                   | Proeven                                                      |
| Tastzin                                               | Huid                                                      | Vervorming van de huid                                              | Voelen                                                       |
| Thermoceptie                                          | o.a. Huid                                                 | Verwarming/afkoeling van de huid                                    | Warmte/kou voelen                                            |
| Nociceptie                                            | o.a. Huid                                                 | Extreme vervorming/opwarming/afkoeling van de huid                  | Pijn voelen                                                  |
| Evenwichtszin                                         | Evenwichtsorganen                                         | Beweging van endolymfe                                              | Evenwicht                                                    |
| Proprioceptie (ook positiezin of kinesthesie genoemd) | Spierspoeltjes en peeszintuigen                           | Spierspanning en rek in pezen                                       | Bewustzijn van lichaam, Bewegingen, houding                  |
| Interoceptie                                          | Diffuus verdeeld over diverse ingewanden (osmoreceptoren) | Gewaarwording dat een stof uitgestoten of aangevuld dient te worden | Ademdrang, honger, dorst, aandrang tot ontlasten of urineren |
Gezichtsvermogen, gehoor, reukzin en de smaakzin vormen, samen met de evenwichtszin, de speciale zintuigen.
Voelen wordt onderverdeeld in drie aparte zintuigen, alle drie voornamelijk gelegen in de huid. Dit zijn de tastzin (aanraking/druk), thermoceptie (warmte en kou) en nociceptie (pijn). Samen vormen deze drie de somatische zintuigen.

## Zintuig en bewustzijn
De klassieke zintuigen zijn de zintuigen waarmee een organisme bewuste waarnemingen kan doen, maar niet alle waarneming gebeurt bewust. Dat is bij het evenwichtsorgaan en bij proprioceptie het duidelijkst. Deze zintuigen corrigeren door reflexen de houding van het lichaam. Toch is er ook een bewust element in de zin van een aanwezig lichaamsbewustzijn.
Ter onderscheid met de onwillekeurige fysiologische regelmechanismen, met hun eigen specifieke receptoren die in verbinding staan met een corresponderend deel in de hersenen, wordt de verbinding met het bewustzijn gelegd, om zo het begrip 'zintuig' af te bakenen. Deze inperking is niet helemaal houdbaar, aangezien het niet duidelijk is wat het niveau van bewustzijn van andere organismen is. Bovendien sluit deze afbakening de onbewuste verwerking van zintuiglijke waarnemingen uit. Daarnaast wordt bij de poging tot definitie ook wel uitgegaan van een verband tussen zintuig en de directe omgeving, maar dan zou proprioceptie als zintuig afvallen.

#### Voorbeeld visuele waarneming

Zenuwbanen van het oogzintuig.

Een probleem, dat daarmee kan worden vergeleken, speelt bij de definitie van visuele waarneming, van het zien. Het hogere deel van het zien betreft het doorgeven van de signalen van het netvlies in het corpus geniculatum laterale van de thalamus en de verdere verwerking in de visuele schors. Deze visuele schors doet ons bewust zien en doet dit door middel van een analyse van kleur, contrast, beweging enzovoort.
Er is echter nog een tweede manier waarop de hersenen informatie van de oogzenuw analyseren. Hierbij wordt informatie in de colliculi superiores van de vierheuvelplaat doorgegeven naar een specifiek deel van de pariëtale kwab. De plaats van een in het gezichtsveld verschenen object wordt in dit deel van de hersenen bepaald. Bij een ernstig beschadigde visuele schors is een patiënt blind, maar toch in staat om desgevraagd met de hand een oplichtend lampje aan te wijzen, doordat het oog ook onbewuste connecties met de hogere delen van de hersenen maakt.
Het beeld dat de hersenen in de visuele schors opdoen is weliswaar bewust, maar aan de waarnemingen moet door andere hersengedeeltes betekenis worden gegeven, wat er wordt waargenomen en hoe daarnaar te handelen. Zonder het vermogen om een betekenis te geven aan de dingen rondom ons zou alles een soort abstracte kunst zonder enige zin of verband zijn. Dit wordt visuele agnosie genoemd.

## Prikkels en receptoren
We kunnen de zintuigen aan de hand van de receptoren, van de zenuwreceptoren, die de waarneming in neurale signalen omzetten, indelen. Er zijn:
- mechanoreceptoren
- chemoreceptoren, bijvoorbeeld voor reuk en smaak
- lichtreceptoren, om te zien
- thermoreceptoren
- elektroreceptoren,
- magnetoreceptoren en
- nociceptoren, om pijn te voelen

We kunnen de zintuigen ook op grond van hun celkenmerken karakteriseren. Bijna alle receptorcellen zijn zelf zenuwcellen, zoals de staafjes en kegeltjes. Alleen de smaakgevoelige receptoren zijn secundaire cellen, zij maken via synapsen maken vervolgens contact met de zenuwcellen. Zenuwcel en neuron zijn synoniem.

#### Mechanoreceptoren
- Haarcellen – registreren vloeistofstroming, dus zijn gevoelig voor beweging. Dit type cel komt in het lateraal orgaan van vissen, haaien en aquatisch levende amfibieën voor en in het evenwichtsorgaan en oor van alle gewervelde dieren.
- Spierspoeltjes en peeslichaampjes – registreren rek of verkorting en zijn bij de proprioceptie betrokken.
- Lamellenlichaampjes van Vater-Pacini – registreren snelle drukverandering en laagfrequente trillingen. Deze komen onderhuids, in de voetzolen, geslachtsorganen en tepels en in het bindweefsel rond gewrichten en spieren voor. Ze zijn bij de tastzin en proprioceptie betrokken.
- Lichaampjes van Merkel – registreren drukverandering en vervorming, zijn bij de tastzin actief
- Haarreceptoren, de vrije zenuwuiteinden rondom de haarzakjes – registreren bewegingen van hoofdharen.
- Lichaampjes van Meissner – registreren lichte aanraking bij onbehaarde huid.

#### Chemoreceptoren
- Reukepitheel – actief voor de reukzin, selectief en gevoelig voor veel verschillende substanties. De cellen van het reukepitheel zijn zenuwcellen. Het orgaan van Jacobson bevat ook reukepitheel.
- Smaakknop – alleen gevoelig voor de smaakzin, voor het verschil tussen zoet, zuur, zout, bitter en umami. De smaakknop bestaat uit een wand van secundaire cellen die de smaak waarnemen en in contact staan met neuronen.

#### Fotoreceptoren
- Staafjes – één type grotere, functionele eenheden[8], daardoor lichtgevoeliger.
- Kegeltjes – drie types met verschillende absorptiespectra, kleurgevoelig, kleine functionele eenheden vooral in de gele vlek.
- Retinulacel met rabdomeer – lichtgevoelige receptor in samengesteld ogen, ook bij inktvissen, lichtabsorptie in het rabdomeer, vier verschillende types bij insecten, kleuren zien ook in het ultraviolette spectrum, maar ongevoelig voor rood licht.
- Andere elementen – lichtgevoelige cellen bij wormen, ocelli bij insecten, epifyse bij gewervelden, betrokken bij het ritme van dag en nacht. Dit soort elementen meet lichtintensiteit en er kan een bepaalde mate van richtingsgevoeligheid zijn, maar ze maken geen deel uit van het normale, beeldvormende zintuig.

#### Thermoreceptoren
- Koudereceptoren, niet anatomisch vastgesteld – zijn bij zoogdieren talrijker dan warmtereceptoren, zijn gevoelig voor temperatuursdaling.[9]
- Warmtereceptoren – zijn bij zoogdieren schaarser dan koudereceptoren. De warmtegevoelige lichaampjes zijn bij boa's en groefkopadders op de bodem van een instulping voor het oog gerangschikt. De slangen kunnen met behulp van dit gespecialiseerde orgaan kunnen warmbloedige prooien lokaliseren.[10] Bij beenvissen, bij elritsen, is vastgesteld dat de temperatuurzin door vrije zenuwuiteinden van de spinale zenuwen in de huid wordt veroorzaakt. De temperatuurzin is gevoeliger naarmate een groter gedeelte van de huid aan een temperatuursverandering wordt blootgesteld. Andere typen receptoren, bijvoorbeeld elektrische receptoren, zullen ook voor een deel afhankelijk van de temperatuur reageren, maar worden door de hersenen niet gebruikt om de temperatuur te bepalen. Anderzijds worden warmtereceptoren in de mond en keelholte geprikkeld door 'hete' pepers en koudereceptoren door menthol.
- Evenwichtsreceptoren: specifieke thermoreceptoren die subtiele temperatuurverschillen detecteren en dienen om het thermische evenwicht in het lichaam te handhaven. Ze zijn cruciaal voor het aanpassen van gedrag en voortplantingskeuzes in verschillende omgevingen, zoals het vinden van geschikte broedplaatsen bij reptielen en het aanpassen van gedrag bij vissen.

#### Elektroreceptoren
De elektroreceptoren van elektrische vissen, zoals tapirvissen en malapterurus, en haaien, daarvoor zijn het de ampullen van Lorenzini, zijn gemodificeerde neuromasten van het zijlijnorgaan. Haaien kunnen zeer kleine stroompjes in de kieuwen, de spieren en het hart van hun prooien waarnemen. Beenvissen genereren daarnaast, met hun aangepaste lichaamsspieren, zelf regelmatige elektrische pulsen. Zij nemen prooien of obstakels in het water waar door een elektrische veld op te wekken. Prooien, maar iets anders kan ook, verstoren door hun afwijkende elektrische geleiding dit veld, en dat kunnen zij waarnemen. Het elektrische zintuig en het elektrische orgaan worden samen ook voor onderlinge communicatie tussen haaien gebruikt.

#### Magnetoreceptoren
Deze receptoren zijn in staat veranderingen in het magnetisch veld te detecteren om de richting en geografische breedte te bepalen. Een magneetzin is sinds lang aangetoond bij een verscheidenheid van diergroepen, bij vogels, vissen, insecten slakken en platwormen, met de meest uitgesproken effecten bij velden van dezelfde orde van grootte als het aardmagnetisch veld. Bij duiven is een kleine regio in de schedel gevonden met een grote dichtheid aan zenuwen met daarin biologisch magnetiet. Mensen hebben een gelijksoortige regio met magnetiet in het zeefbeen van de neus. Er is ook enig bewijs voor magneetzin bij de mens. Magnetiet is bij bijen is aangetroffen in de celmembranen van een kleine groep zenuwcellen.
Recentelijk is een nieuw mechanisme ontdekt voor magnetoceptie, dus voor de waarneming van magnetische velden: een chemisch kompas dat lichtafhankelijk is. Het is gebleken dat de cryptochroom-receptor die gevoelig is voor violetblauw in het spectrum ook gevoelig is voor de oriëntatie ten opzichte van het magnetische veld. Het kompas maakt geen onderscheid tussen magnetische noord- en zuidpolen. De oriëntatie van de ogen ten opzichte van het magnetische veld geeft een vogel 'visuele' informatie over de richting die wordt gevolgd. De monarchvlinder kan zich ook op deze manier oriënteren. Het gehele magnetisch kompas is bij de monarchvlinder 'ingebouwd' in een lichtgevoelige antenne.

#### Nociceptoren of pijnreceptoren
Nociceptoren registreren snelle extreme druk of temperatuurswijziging of weefselbeschadiging. Geleedpotigen schijnen geen pijnwaarneming te kennen en eten soms hun eigen lichaamsdelen op. De reactie op pijnprikkels heeft een reflexmatige component en er is een bewuste pijnwaarneming. Bij dieren als beenvissen is er controverse over hun bewuste reactie op pijnprikkels. Experimenten wijzen op een grotendeels reflexmatige reactie op pijnprikkels.

## De functies van de speciale organen bij gewervelden
Bij horen, zien en evenwicht zijn speciale organen betrokken. Deze organen zorgen ervoor dat signalen de receptorcellen kunnen bereiken en zorgen voor een scheiding van de signalen afhankelijk van hun richting en/of frequentie. Vaak wordt de energie ook geconcentreerd, waardoor versterking van het signaal optreedt (oorschelp).

#### Geluidstrillingen
De geluidstrillingen kunnen de cochlea bereiken door gehoorbotjes, die geluidsprikkels overbrengen van het trommelvlies naar de basis van de cochlea. Bij vissen kan de zwemblaas als opvangend orgaan dienen en wordt de trilling naar het labyrint overgebracht door drie werveluitsteeksels, het orgaan van Weber. Voor de waarneming zijn deze structuren niet strikt noodzakelijk. Vissen hebben geen cochlea en nemen geluid waar door registratie van trillingen van de otolieten.
Bij het gehoor van zoogdieren en vogels wordt de frequentiescheiding bereikt doordat de basilaire membraan vlak bij het stamen van de cochlea stijver is en daardoor resoneert bij hogere frequenties. De receptorcellen zijn voor alle frequenties gelijk. Onderscheiden van lagere frequenties dan 400 Hz vindt echter plaats door synchronisatie met de impulsfrequentie van de haarcellen. Bij een toon van 300 Hz vuren de primaire neuronen 300 keer per seconde. Dit zogeheten "telefoonprincipe" speelt nog een rol tot frequenties van 4000 Hz ondanks de maximale vuurfrequentie van de neuronen van 500 Hz, door combinatie van verschillende neuronen die op iets andere tijdstippen worden geprikkeld.
De andere gedeeltes van het gehoor dienen ter versterking en overbrenging van de prikkels. Richtingsgevoeligheid wordt op neuronaal en orgaanniveau bereikt en is mogelijk doordat het orgaan in tweevoud is uitgevoerd, waardoor verschillen in intensiteit en fase kunnen worden gebruikt om de richting vast te stellen. De draaibare oorschelpen helpen ook bij het vaststellen van de richting van het geluid. Het gehoor kan ook bewegingen vaststellen door middel van het dopplereffect, dit is weer mogelijk door een verwerking op neuronaal niveau.

#### Echolocatie
De echolocatie van vleermuizen en walvissen is gericht op ruimtelijke informatie en maakt daarvoor gebruik van pulsen ultrasoon geluid, om ook kleine structuren waar te kunnen nemen en vanwege de rechtlijnige voortbeweging van de geluidsgolven bij hoge frequenties.
Het is mogelijk gebleken blinde mensen echolocatie te laten gebruiken door een ultrageluid producerende zender en een apparaatje dat het geluid weer naar het hoorbare gebied brengt. Sommige blinden hebben zichzelf echolocatie aangeleerd, gebruikmakend van klikkende geluiden met de tong, waaronder Ben Underwood, die op 19 januari 2009 op 16-jarige leeftijd overleed aan retinoblastoom (dezelfde vorm van kanker die hem op zeer jonge leeftijd blind maakte), en Daniel Kirsh, die ook andere blinden leert te navigeren middels deze techniek.

#### Gezichtsvermogen
Het gezichtsvermogen bij dieren heeft een richtingsgevoeligheid door de structuur van het oog. De lens beeldt de omringende ruimte af op het netvlies. Doordat de lens kan accommoderen kan een groot oplossend vermogen in richting worden bereikt. Het hoornvlies, de lens en het glasachtig lichaam zijn transparant voor de waar te nemen frequenties, dit wordt veroorzaakt door de ultrastructuur van deze elementen en het ontbreken van pigmenten. Door de pupilreflex kan zowel bij hogere als lagere lichtintensiteit goed waargenomen worden. Het kleurenzien (frequentiescheiding) wordt in dit geval door de verschillende receptorcellen mogelijk gemaakt. Het frequentiebereik van het gezichtsvermogen is vergeleken met dat van het gehoor erg beperkt. Het oplossend vermogen is juist weer groter.

#### Evenwicht
Het evenwichtsorgaan in het labyrint registreert de versnellingen die het hoofd ondervindt. Dit zijn rotaties in drie vlakken en translaties. De richtingsgevoeligheid wordt gerealiseerd door de oriëntatie van de halfcirkelvormige kanalen in het geval van rotaties. De bewegingen van de statocyst worden door de omringende haarcellen waargenomen. Versnellingen en gravitatie zijn niet van elkaar te onderscheiden (algemene relativiteitstheorie).

#### Richtingsgevoeligheid
Het structuur van het reukorgaan en het orgaan van Jacobson helpen ook bij richtingsgevoeligheid. De gevoeligheid voor diverse geuren gebeurt op receptorniveau. Richtingsgevoeligheid in lucht ontstaat door bij zoogdieren door associatie van een koudeprikkel (luchtstroom) met een binnenkomende geur. (zie noten). Bij vissen helpt het zijlijnsysteem om de oorsprong van een geur te vinden, aangezien een geur in water niet snel diffundeert, maar zich door middel van wervels en stromingen steeds verder uitbreidt. Het zijlijnsysteem is goed in staat het stromingspatroon rondom de vis in kaart te brengen zodat beenvissen en haaien op deze wijze snel de oorsprong van een geur kunnen vinden.

#### Thermoceptie
Groefkopadders en boa's hebben een speciaal 'groeforgaan' dat warmte geproduceerd door elektromagnetische straling waarneemt. Dit zintuig is gebaseerd op thermoceptie (warmtezin), zoals bij de mens. Het bestaat uit warmtereceptoren die vlak onder de huid zitten in een arrangement dat het mogelijk maakt een grof beeld te vormen. Doordat de slang koudbloedig is en de receptoren zeer dicht onder de huid zitten is het zintuig gevoelig genoeg om warmbloedige prooien als muizen op enige afstand waar te nemen.

## Zintuigen bij dieren

#### Vergelijkbaar met menselijke zintuigen
De meeste dieren hebben zintuigen die vergelijkbaar zijn aan die van de mens, al kan de specifieke werking en het bereik van deze zintuigen sterk verschillen.
- Geur: Honden hebben een veel sterker vermogen geuren op te pikken en te herkennen, hoewel het mechanisme gelijk is. Insecten hebben sensoren op hun antennen.

#### Niet vergelijkbaar met menselijke zintuigen
Sommige dieren hebben zintuigen die mensen niet bezitten, waaronder:
- Zicht: Sommige dieren en insecten kunnen infrarood of ultraviolet licht waarnemen met hun ogen. Dit is echter gewoon een vorm van zicht in een andere lichtfrequentie. Sommige inktvissen en vele insecten kunnen ook gepolariseerd licht waarnemen. Geleedpotigen hebben soms extra ogen, zoals vliegende insecten die drie enkelvoudige ogen (ocelli) hebben of spinnen die drie tot 4 paar ogen hebben. Veel reptielen hebben een rudimentair derde oog, dat boven op de kop gepositioneerd is.
- Balans: Ribkwallen hebben een evenwichtsreceptor (een statocyst) die heel anders werkt dan de halfcirkelvormige kanalen van het evenwichtsorgaan bij zoogdieren.
- Magnetoceptie (magnetismezin): bij vogels.
- Electroceptie (elektriciteitszin): bij haaien en andere vissen.
- Echolocatie: bij vleermuizen en tandwalvissen.
- Stromingsdetectie: bij vissen en amfibieën.
- Orgaan van Jacobson: Dit is in rudimentaire vorm ook bij de mens en andere zoogdieren aanwezig (vomeronasaal orgaan), waar het dient om feromonen op te pikken van soortgenoten. Bij reptielen wordt het gebruikt om met de dubbele tong geursporen te volgen. De punten van de tong worden vlak boven de grond gehouden en daarna geanalyseerd in het orgaan van Jacobson.

## Het 'zesde zintuig'
Het 'zesde zintuig', naast de vijf klassieke zintuigen, zou verantwoordelijk zijn voor zaken als telepathie en intuïtie. Binnen het boeddhisme wordt 'de geest' als zesde zintuig aangenomen (zie het boeddhistische concept van zes zintuigen). Het eventueel bestaan van een zesde zintuig is tot op heden wetenschappelijk niet aangetoond.

## Sterkte van de gewaarwording
De sterkte van de zintuiglijke gewaarwording hangt af van de intensiteit van de prikkel. Het verband tussen deze twee is volgens de psychofysische wet van Weber over het algemeen eerder logaritmisch dan lineair.